# Route nationale 26 (Luxemburg)
Die Nationalstraße 26 oder abgekürzt N 26 ist eine 10,7 km lange Nationalstraße innerhalb des Kantons Wiltz.

## Aktueller Verlauf (Stand 1. Oktober 2023)
Die N 26 beginnt in Wiltz-Oberstadt und verläuft über die Straße nach Nothum (Bahnhof Wiltz) weiter in Richtung Schumannseck, immer entlang des Obersauer-Stausees, über die Staumauer von Böwingen/Attert bis nach Lifringen, wo die N26 auf den CR 318 stößt und endet.

## Seitenäste
Die N26 weist zwei heute zwei Seitenäste auf:

### N26A
Über die N  ist eine Verbindung (1 km Länge) zwischen Wiltz (N26, der N ) und der N  realisiert (Rue Michel Thilges).
- Rechterseits zweigen folgende Straßen vom Seitenast ein/ab: Rue du Général Patton und Rue des Remparts
- Linkerseits: Rue de l'Industrie, die Rue de Winseler (CR 319) sowie eine Verbindungsstrooss zwischen diesen beiden

### N26B
Die N 26B ist ca.rund 1,6 km lang und stellt die Verlängerung an dem CR 319  (rue de Winseler) und verläuft kurz durch die Industriezone von Wiltz.

## Historische Entwicklung
- Bis Anfang der 1950er Jahre entsprach die N26 der „Rost-Route“ von Mersch nach Colmar und bot eine Alternativroute zur N  zwischen Luxemburg-Stadt und Diekirch.
- Ab 1958 wurde die Nummer jedoch einer anderen Trasse zugewiesen: Seit diesem Datum verläuft die N26 als Verbindungsstraße der Oberstadt von Wiltz mit der Straße von Nothum zum Bahnhof Wiltz.
- die umgewidmete Trasse wurde 1843 als Staatsstraße beschrieben und in Etappen zwischen 1896 und 1901 erbaut (Mémorial A12/1896[1] / Mémorial A20/1897[2] / Mémorial A30/1901)[3];
- alter Verlauf der N 29 von Wiltz nach Nothum;
- die CR 315 zwischen Nothum und Bavigne;
- die Trasse des CR 320 wurde teilweise durch die Aufstauung des Obersauer-Stausees überflutet, hier sind heute die Bavigne-Staumauer und das Wasserkraftwerk Esch/Sauer zu finden, die Ende der 1950er Jahre gebaut wurden.
- Die CR 320 wurde in ihrem gesamten Verlauf per Gesetz aus dem Jahre 1958 umgewidmet: der westliche Teil von Nothum zum Obersauer-Stausee führend,  wurde als N26 klassifiziert, der östliche Teil dieser Achse (von Lultzhausen nach Erpeldingen/Sauer) wurde hingegen der N  zugeordnet.
- Anhand der aufgegebene Trasse des CR 320 kann die Lage der durch die Aufstauung des Obersauer-Stausee geflutete ehemalige  Insenbornbrücke erraten, die einst über die Sauer führte.
- Das Gesetz vom 15. Dezember 2021 nahm eine Umwidmung eines Abschnitts der Trasse N  26 in Wiltz als zur N  zugehörigen Abschnitt vor
- 1970'er Jahre: Trassenbegradigung auf Höhe der Kreuzung mit der N 26B.
- 1980'er Jahre: Trassenbegradigung zwischen Wiltz und Nothum.
- 1990'er Jahre: Bau der Ein-/Ausfahrt des Maison-Schuman.

## Bildergalerie

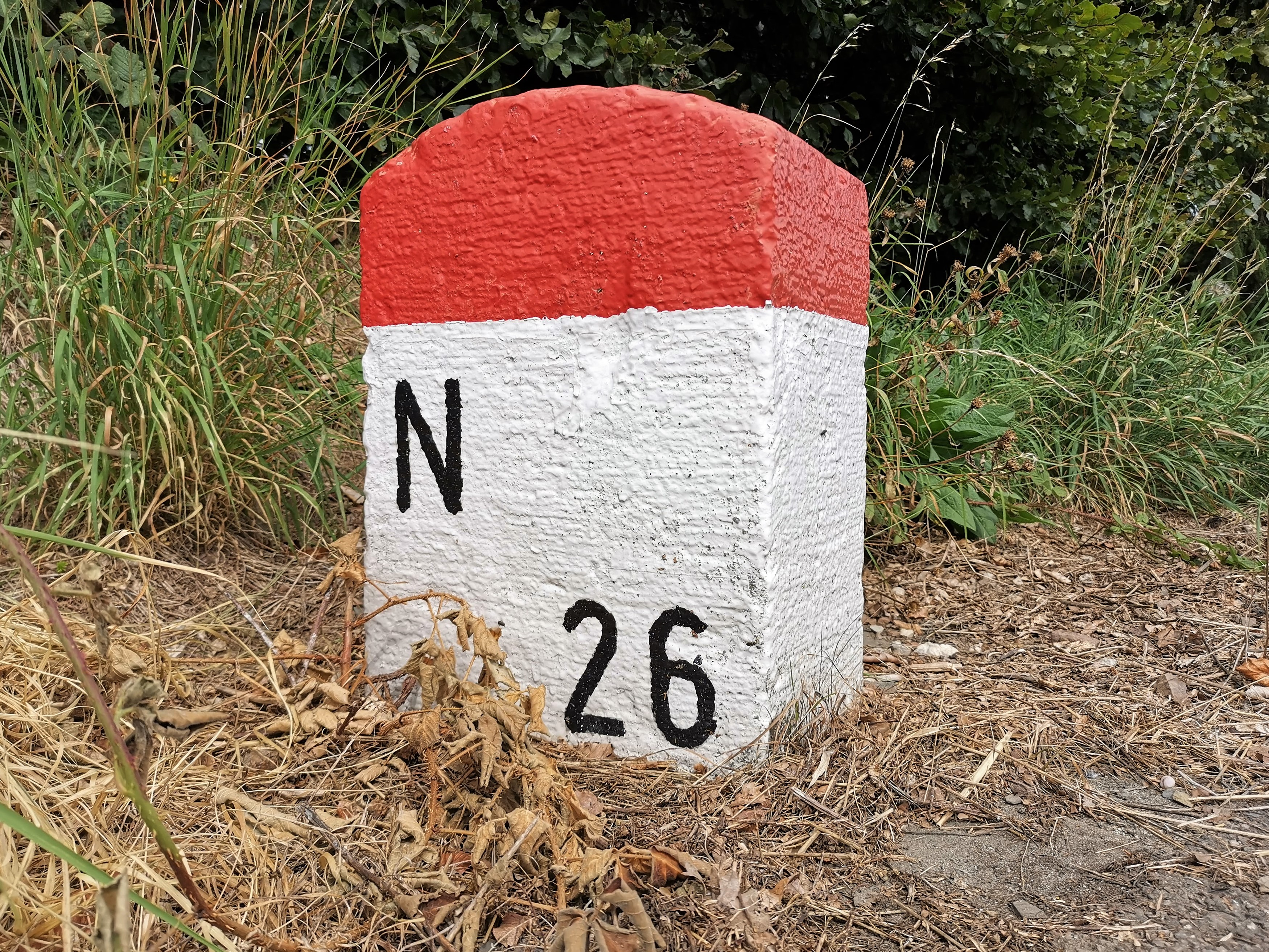
Markierungsstein der N26
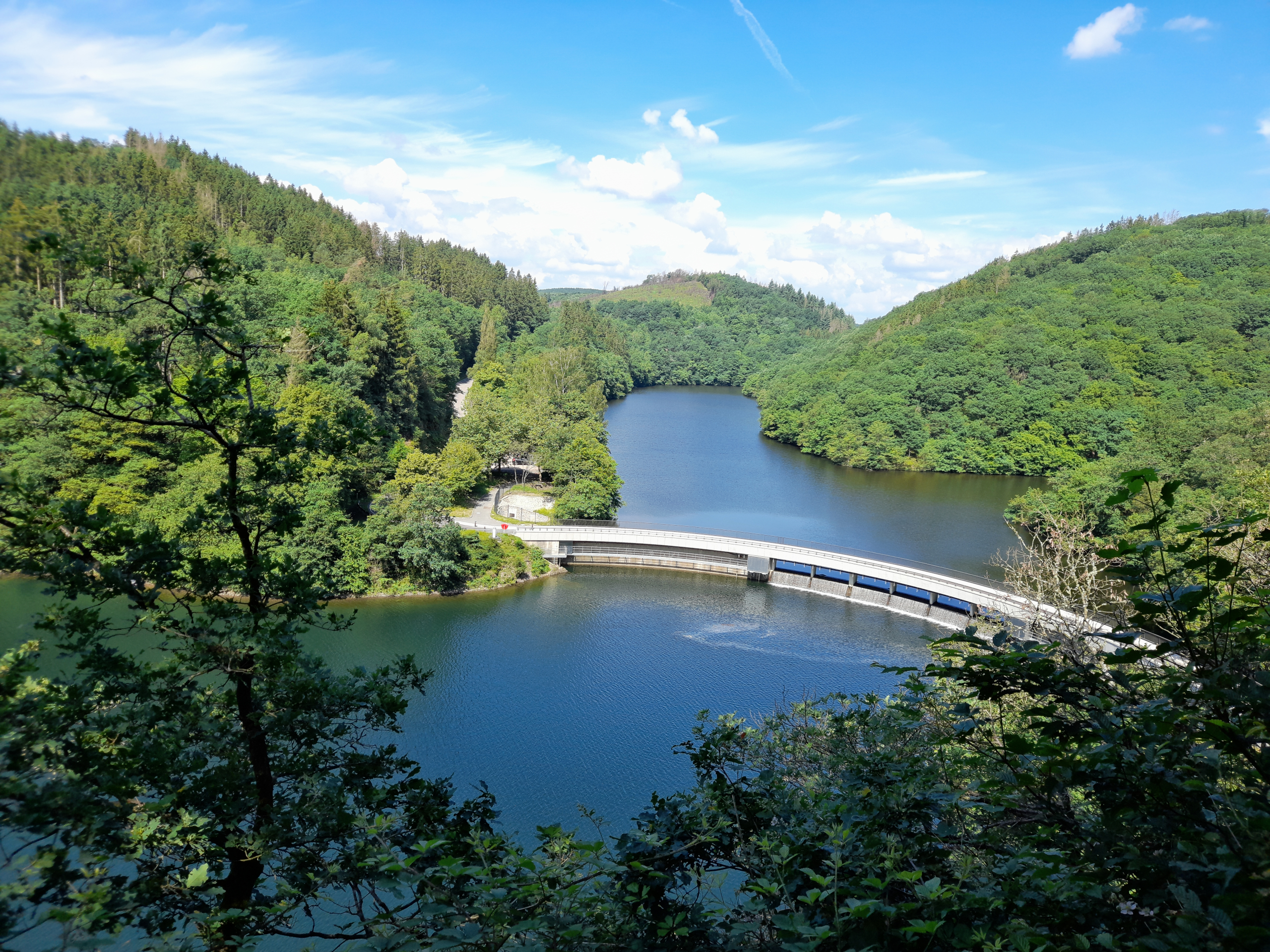
N26 verläuft über die Staumauer von Böwingen (Bavigne-Staumauer)
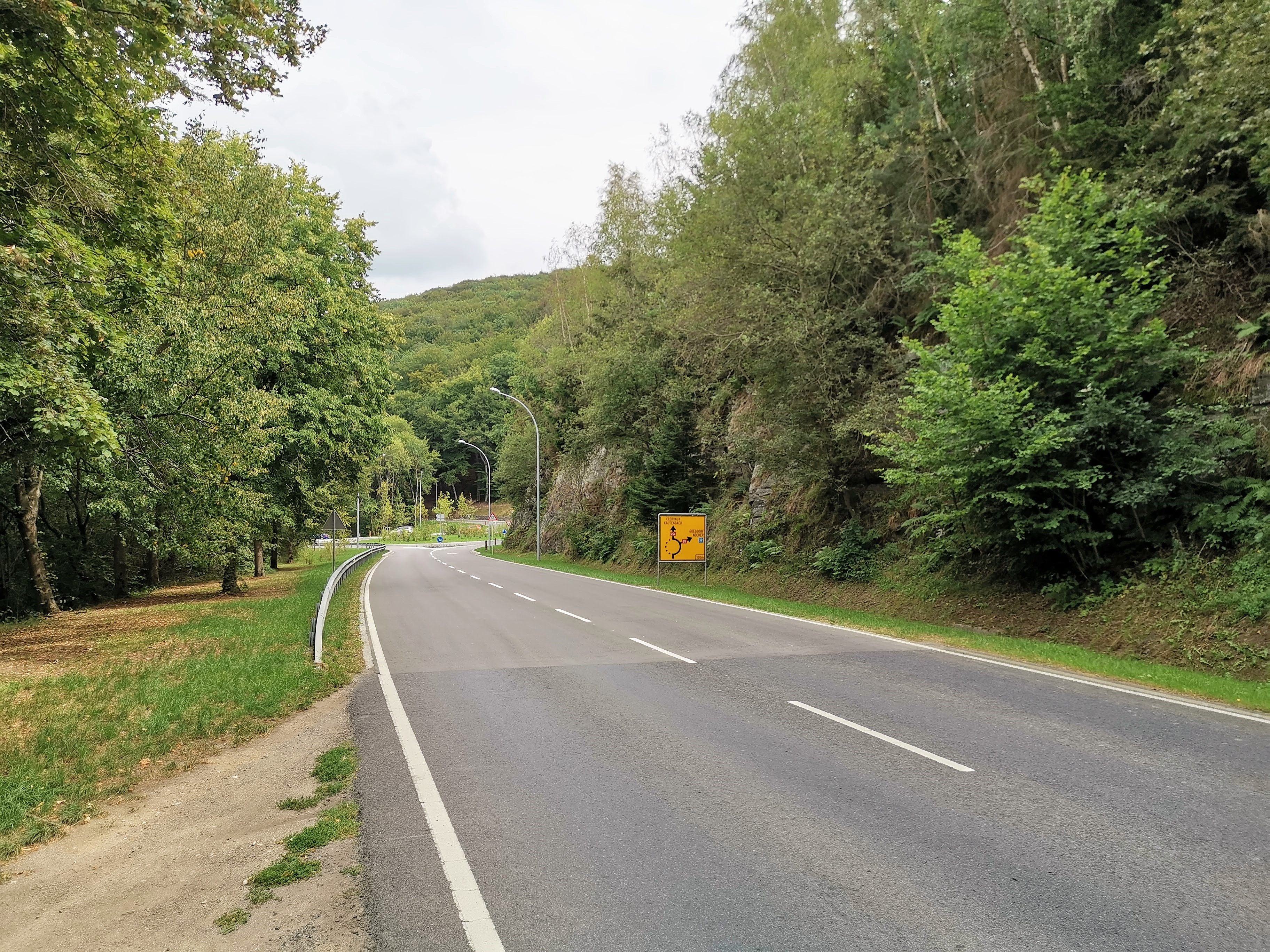
Abzweiger N26A bei Wiltz